# NSTG Prag
NSTG Prag (celým názvem: Nationalsozialistische Turngemeinde Prag) byl německý sportovní klub, který sídlil v Praze v Protektorátu Čechy a Morava. Založen byl v roce 1940 po zániku původního FC Deutscher Sportbrüder Prag, který byl založen v roce 1899. V roce 1941 zvítězil v Gaulize Sudetenland a zajistil si tak účast v konečné fázi německého mistrovství. V základní skupině 1b narazil na Tennis Borussia Berlin (1. zápas – 1:3, 2. zápas – 0:0) a Dresdner SC (1. zápas – 2:4, 2. zápas – 0:1). Zanikl v roce 1945 po postupném ústupu německých vojsk z území města.
Své domácí zápasy odehrával na stadionu Bei der Kaisermühle (dnešní Císařský mlýn v Bubenči). Největším úspěchem klubu bylo jednorázové vítězství v Gaulize Sudetenland, jedné ze skupin tehdejší nejvyšší fotbalové soutěže na území Německa.
Dalším slavným oddílem NSTG byl oddíl ledního hokeje, který se v ročníku 1944 zúčastnil posledního Velkoněmeckého mistrovství v ledním hokeji. V základní skupině B odehrál tři zápasy, skončil ovšem s nula body po třech porážkách. První zápas klub odehrál 8. ledna 1944 v berlínském Friedrichshainu proti týmu LTTC Rot-Weiß Berlin. Zápas skončil vítězstvím LTTC poměrem 3:0 (2:0, 0:0, 1:0). Druhý zápas se měl odehrát 16. ledna 1944 v Düsseldorfu proti Düsseldorferu EG, ovšem pro nedostavení hráčů NSTG byl zápas kontumován ve prospěch hráčů Düsseldorfu. Třetí zápas byl odehrán ve východopruském Königsbergu proti místnímu EV Königsberg. Zápas skončil těsnou výhrou domácích poměrem 1:0.

## Získané trofeje
- Gauliga Sudetenland ( 1× )
  - 1940/41

## Umístění v jednotlivých sezonách

### Oddíl fotbalu
Stručný přehled
Zdroj: 
- 1940–1941: Gauliga Sudetenland – sk. 2
- 1941–1942: Gauliga Sudetenland Mitte

Jednotlivé ročníky
Zdroj: 
Legenda: Z - zápasy, V - výhry, R - remízy, P - porážky, VG - vstřelené góly, OG - obdržené góly, +/- - rozdíl skóre, B - body, červené podbarvení - sestup, zelené podbarvení - postup, fialové podbarvení - reorganizace, změna skupiny či soutěže
| Velkoněmecká říše (1940 – 1942) |                             |        |    |   |   |   |    |    |     |    |        |
| Sezóny                          | Liga                        | Úroveň | Z  | V | R | P | VG | OG | +/- | B  | Pozice |
| 1940/41                         | Gauliga Sudetenland – sk. 2 | 1      | 6  | 5 | 1 | 0 | 18 | 9  | +9  | 11 | 1.     |
| 1941/42                         | Gauliga Sudetenland Mitte   | 1      | 10 | 8 | 1 | 1 | 56 | 8  | +48 | 17 | 1.     |

Poznámky
- 1940/41: Prag (vítěz sk. 2) ve finále zvítězil nad LSV Pilsen (vítěz sk. 2) poměrem 4:2.
- 1941/42: Ve finálové skupině klub obsadil poslední třetí místo.

### Oddíl ledního hokeje
Stručný přehled
Zdroj: 
- 1944: Deutsche Eishockey-Meisterschaft (1. ligová úroveň v Německu)

Jednotlivé ročníky
Zdroj: 
Legenda: ZČ - základní část, červené podbarvení - sestup, zelené podbarvení - postup, fialové podbarvení - reorganizace, změna skupiny či soutěže
| Velkoněmecká říše (1944) |                        |           |         |                                       |          |
| Sezóny                   | Soutěž                 | Úroveň    | ZČ      | Play-off, nadstavba, sk. o udržení... | Poznámky |
| 1944                     | Deutsche Meisterschaft | 1. úroveň | nehráno | Základní skupina B (4. místo)         |          |